# Putinga
Putinga este un oraș în Rio Grande do Sul (RS), Brazilia.
Se află la o altitudine de 435 m deasupra nivelului mării. Are o suprafață de 219,937 km². Populația este de 3.747 locuitori, determinată în 2022, prin recensământ.